# چالشی برای لسی
چالشی برای لَسی (انگلیسی: Challenge to Lassie) یک فیلم درام آمریکایی به کارگردانی ریچارد تورپ است که در سال ۱۹۴۹ منتشر شد.

## بازیگران
- دونالد کریسپ
- ادموند گون
- جرالدین بروکس
- رجینالد اوئن
- آلن وب
- هنری استیونسون
- آلن نیپی‌یر
- سارا آلگود
- ادموند برئون
- آرتور شیلدز
- لامزدن هیر
- متیو بولتون
- هری کوردینگ
- ال فرگوسن
- جیمز فینلیسون